# Joseph Arneth

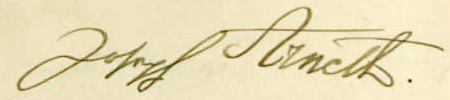
Unterschrift von Joseph Arneth (1918)

Joseph Arneth (* 13. Oktober 1873 in Burgkunstadt; † 16. November 1955 in Münster) war ein deutscher Mediziner. Bekannt wurde er vor allem als Internist durch seine Forschungen in der Hämatologie. Seine veröffentlichten Bücher und Forschungsergebnisse wurden teilweise kritisch aufgenommen. Dennoch gilt Arneth als einer der Pioniere der deutschen Hämatologie.

## Leben

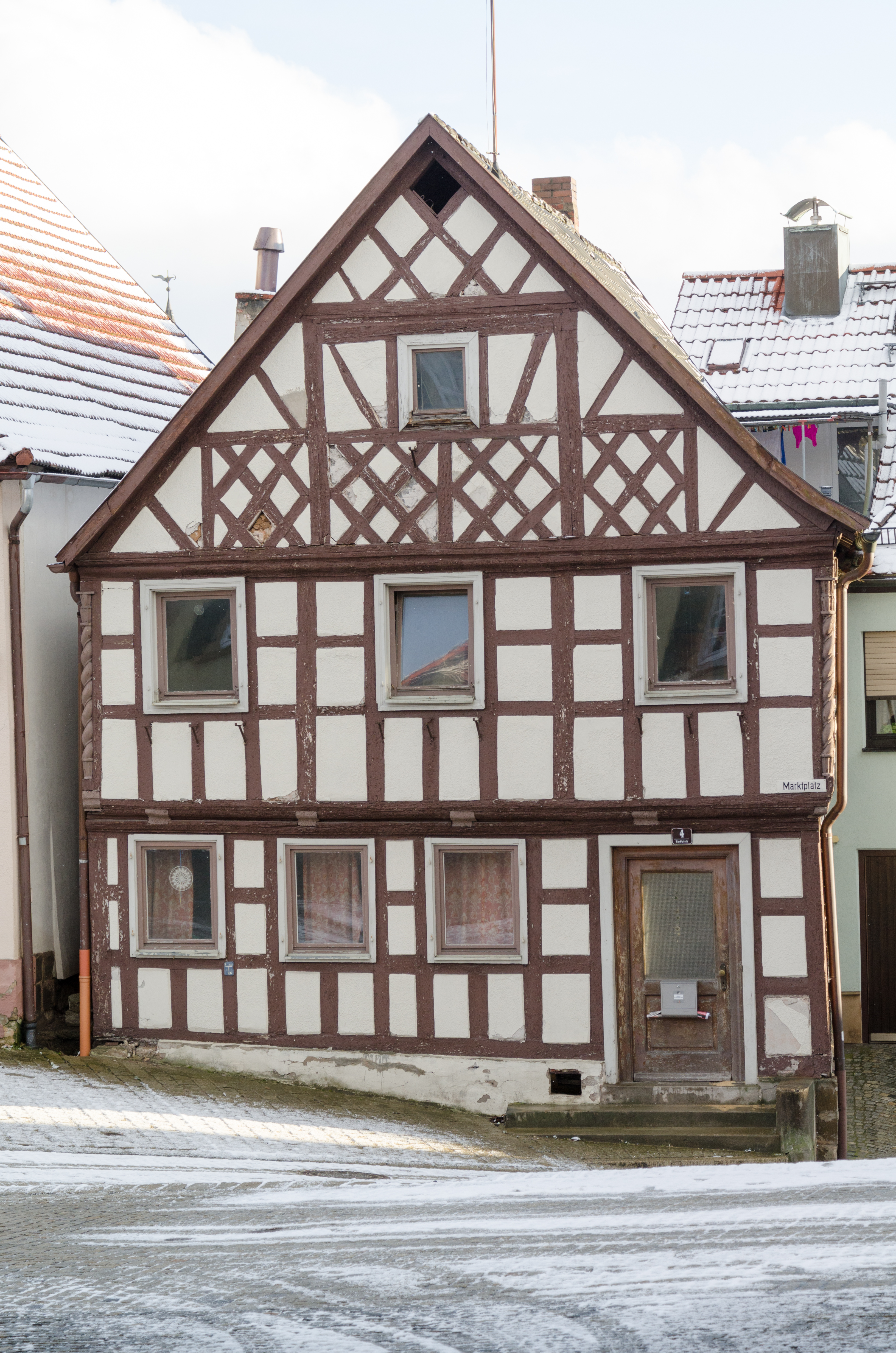
Geburtshaus von Joseph Arneth, heute Marktplatz 4
(Aufnahme vom Januar 2015)

Joseph (auch Josef) Arneth wurde am 13. Oktober 1873 in Burgkunstadt als Sohn von Josef Arneth und seiner Ehefrau Elisabeth, geborene Gahn († 29. Juli 1915), in Burgkunstadt, Haus Nummer 222, geboren und katholisch getauft.
Nach dem Abitur am Neuen Gymnasium in Bamberg im Jahr 1892 studierte Arneth an den Universitäten in München, Heidelberg und Würzburg Medizin und beendete im Wintersemester 1896/1897 sein Studium an der Julius-Maximilians-Universität Würzburg erfolgreich. Während seines Studiums setzte er das Wintersemester 1894/1985 aus und diente als Freiwilliger/medizinischer Praktikant vom 1. Oktober 1894 bis zum 30. März 1895 in der bayerischen Armee. Nach Abschluss seines Studiums arbeitete Arneth vom 1. April 1897 bis zum 31. Dezember 1897 als Freiwilliger Arzt in der bayerischen Armee. Zum 1. Januar 1898 wurde er zum Assistenzarzt befördert und im Frühjahr 1898 zum Königlich Bayerischen 4. Infanterie-Regiment „König Wilhelm von Württemberg“ versetzt, welches in der Festung Metz stationiert war. Bei diesem Regiment arbeitete Arneth über ein Jahr bis zum Frühjahr 1899.
Mit 27 Jahren kam Arneth im Jahr 1899 oder 1900 als Assistent an die Universitätsklinik nach Würzburg und war dort auch am Juliusspital tätig. 1904 konnte sich Arneth in Würzburg in seinem Spezialgebiet Innere Medizin habilitieren. 1907 nahm er eine Anstellung als Honorarprofessor an der Westfälischen Wilhelms-Universität Münster an, zog in die Piusallee 21 und lehrte propädeutische Medizin. Gleichzeitig zu seinem Wirken an der Universität Münster betraute man Arneth zum 1. August 1907 mit der Leitung der Inneren Klinik des städtischen Clemenshospitals Münster. Bis zum Jahre 1944 setzte Arneth sein Wirken als Universitätsprofessor fort.
Um 1908 heiratete Arneth Else Kock und bekam mit ihr in den Folgejahren drei Töchter: Clara (* 24. Januar 1910), Elisabeth (* 3. Dezember 1912) und Margaretha (* 10. November 1914).
Am 22. April 1912 trat Arneth erneut in die bayerische Armee ein und diente als Stabsarzt. Am 3. August 1914 wurde er zum 3. bayerischen Feldlazarett versetzt und diente während des gesamten Ersten Weltkriegs als Stabsarzt in diversen Feldlazaretten. Am 24. November 1918 wurde Arneth aus der Armee nach Münster entlassen.
Im Alter von 82 Jahren starb Joseph Arneth am 16. November 1955 in Münster.

## Medizinische Forschung
Josef Arneth war insbesondere im Bereich der Hämatologie ein aktiver Forscher und veröffentlichte mehrere Bücher zum Thema Krankheiten des Blutes und Tuberkulose. Seine theoretische Arbeit zur medizinischen Forschung wurde jedoch oft stark kritisiert und fand wenig Akzeptanz. Dennoch gilt Arneth als einer der Pioniere der deutschen Hämatologie.
Konkrete Forschungen:
- Josef Arneth definierte unter anderem fünf Gruppen von polymorphonuklearen Leukozyten im menschlichen Blut. Dies stellte ihm zufolge einen wertvollen Ansatz zur Bestimmung und Einordnung von Knochenmarksreaktionen auf Infektionen dar.[4]

- Als Arnethsches Blutbild, von Arneth 1904 begründet, wird in der Medizin auch die sogenannte  Linksverschiebung des Blutbildes zugunsten unreifer neutrophiler Leukocyten bezeichnet. Dieser Begriff ist ebenso wie die von Arneth entwickelte Einteilung der granulopoetischen Reifungsreihe heute nicht mehr allgemein gebräuchlich.

## Ehrungen
- 1905: ?[2]
- 1914: ? 1. Klasse[2]
- 30. November 1914: Militärverdienstorden 2. Klasse mit Schwertern[2]
- 22. März 1915: Ehrenkreuz 2. Klasse[2]
- 1953: Verleihung des Titels Dr. med. h. c. von der Medizinischen Fakultät der Westfälischen Wilhelms-Universität Münster[6]
- 1953: Großes Verdienstkreuz der Bundesrepublik Deutschland
- 1972: Benennung einer Straße in Münster in Arnethstraße[6]
- um 1970: Benennung einer Straße in Burgkunstadt in Professor-Arneth-Straße

## Werke
Josef Arneth veröffentlichte insgesamt mehr als 100 Schriften und elf wissenschaftliche Bücher, darunter:
- Die neutrophilen weissen Blutkörperchen bei Infektions-Krankheiten. Fischer, Jena 1904.
- Diagnose und Therapie der Anämien. Stuber, Würzburg 1907.
- Leitfaden der Perkussion und Auskultation für Anfänger. Fischer, Leipzig 1920.
- 1914–1918: Kriegsmedizin Erfahrungen im bayr. Feldlazarett No 42. Klinckhardt, Leipzig 1920.
- Leitfaden der Perkussion und Auskultationen. Fischer, Jena 1933.
- Qualitative Blutlehre und Blutkrankheiten einschließlich der Verhältnisse bei den Blutplättchen. Johann Ambrosius Barth, Leipzig, 2. Auflage 1942.
- Gesammelte qualitativ-haematologische Untersuchungen 1936–1944. 50 Einzelarbeiten. Leipzig 1944.